# Dielektrische Absorption
Die dielektrische Absorption (lateinisch absorbere „absaugen, aufsaugen“) beschreibt den Effekt eines Dielektrikums, im elektrischen Feld Relaxationseffekte im Zeitbereich von Sekunden und Minuten zu zeigen.
In Kondensatoren zeigt sich der Effekt einerseits als eine nach dem Entladen (Kurzschließen) wiederkehrende Spannung im Kondensator (Nachladeeffekt) und in einem langsamen, oft über eine Zeit von mehreren Minuten, abnehmendem Leckstrom bei frisch angelegter konstanter Spannung. Besonders bei Elektrolytkondensatoren kann dieser Effekt beobachtet werden; hier kann er auch elektrochemische Ursachen haben.
In Timern oder Sample-and-Hold-Schaltungen kann dies zu Fehlern führen.
Der Nachladeeffekt kann bei Folienkondensatoren zu Gefahren führen, da die Spannung und die Energie lebensgefährlich sein können. Kondensatoren für höhere Nennspannungen werden daher stets kurzgeschlossen transportiert und gehandhabt.
Die Bestimmung der dielektrischen Absorption von Kondensatoren ist im Standard MIL-C-19978 D beschrieben.

## Erklärung

Die ungerichteten permanenten molekularen Dipole in einem Dielektrikum (oben) richten sich unter dem Einfluss eines elektrischen Feldes aus (unten)

Schaltungsmodell zur Erklärung eines zeitverzögerten Spannungsaufbaus durch parallel geschaltete RC-Zeitglieder

In einem realen Dielektrikum kann die Polarisation nicht sofort einem veränderlichen, elektrischen Feld folgen. So erfordert es eine gewisse Zeit, bis permanente elektrische Dipole im Dielektrikum durch Polarisation ihre mittlere Ausrichtung an ein verändertes Feld anpassen. Die dielektrische Absorption deponiert Energie in langsam relaxierender Polarisation.
Dielektrische Absorption ist an sich dem dielektrischen Verlustfaktor zuzuordnen, meint jedoch ausschließlich die sich sehr langsam auf- und abbauende Polarisation. Sie ist insofern vom Verlustfaktor bzw. dem Gütefaktor des Kondensators zu unterscheiden.
Materialabhängige große Relaxations-Zeitkonstanten bewirken, dass nach einem vollständigen Entladen eines Kondensators eine materialabhängige Anzahl molekularer Dipole in Feldrichtung polarisiert sind, ohne dass zunächst noch eine Spannung an den Anschlüssen messbar ist. Die verbleibende Polarisation im Dielektrikum relaxiert im Laufe der Zeit, wodurch dann an den Elektroden des Kondensators wieder eine Spannung in der Polarität der vorher angelegten Spannung entsteht. Die dielektrische Absorption führt zu einem Nachladeeffekt.
Die Spannung durch den Nachladeeffekt baut sich langsam auf, ähnlich einer Exponentialfunktion. Bis zum selbsttätigen Entladen des Kondensator kann es bei hohen Isolationswiderständen der Kondensatorfolie Tage, Wochen oder sogar Monate dauern. Das Entladen mit anschließender Nachladung lässt sich mehrfach wiederholen.
Bei Doppelschichtkondensatoren tritt ein ähnlicher Effekt spontaner Wiederkehr der Spannung nach dem Entladen auf und wird mit der Umverteilung von Ladungen in der Elektrodenstruktur erklärt und wird hier auch Memory-Effekt genannt.

## Messung
Ein Messverfahren für den Nachladeeffekt bzw. die dielektrische Absorption wird in EN 60384-1 festgelegt: Der Kondensator wird 60 Minuten mit Nennspannung geladen, dann über einen Widerstand von 5 Ohm für 10 Sekunden entladen. Nach MIL-C-19978 D beträgt die Ladezeit 15 Minuten und der Ladestrom darf 50 mA nicht überschreiten. Der Entladewiderstand beträgt 50 Ω, die Entladung 10 s.
Nach Entfernen des Entladewiderstandes wird nach beiden Standards nach einer 15-minütigen Wartezeit die entstandene Spannung gemessen. Die Größe der durch die dielektrische Absorption entstehenden Spannung wird im Verhältnis zur ursprünglich angelegten Spannung in Prozent angegeben. Sie wird bei vielen Herstellern in den Datenblättern angegeben.
| Kondensatortyp                                               | Dielektrische Absorption |
| ------------------------------------------------------------ | ------------------------ |
| Luft- und Vakuumkondensatoren                                | nicht messbar            |
| Klasse-1-Keramikkondensatoren, NP0                           | 0,6 %                    |
| Klasse-2-Keramikkondensatoren, X7R                           | 0,6 bis 1 %              |
| Klasse-2-Keramikkondensatoren, Z5U                           | 2 bis 2,5 %              |
| Polypropylen-Folienkondensatoren (PP)                        | 0,05 bis 0,1 %           |
| Polyester-Folienkondensatoren (PET)                          | 0,2 bis 0,25 %           |
| Polyphenylensulfid-Folienkondensatoren (PPS)                 | 0,05 bis 0,1 %           |
| Polyethylennaphthalat-Folienkondensatoren (PEN)              | 1,0 bis 1,2 %            |
| Tantal-Elektrolytkondensatoren mit festem Elektrolyten       | 1 bis 5 %, 10 %          |
| Aluminium-Elektrolytkondensatoren mit flüssigem Elektrolyten | etwa 10 %                |

## Auswirkungen
Die durch die dielektrische Absorption entstehende Spannung an den Anschlüssen kann in Analogschaltungen wie beispielsweise Sample-and-Hold-Schaltungen, Integrierern oder Messverstärkern zu Problemen führen. Es werden daher dort eher Klasse-1-Keramik- oder Polypropylen-Kondensatoren anstatt Klasse-2-Keramikkondensatoren, Polyester-Folienkondensatoren oder Elkos eingesetzt.
Bei Aluminium-Elektrolytkondensatoren kann die durch den Nachladeeffekt entstehende Spannung für noch nicht eingebaute Bauelemente z. B. während des Einbaus eine Gefährdung sein. Es können durch diese Spannung, die bei 400-V-Elkos durchaus 50 V betragen kann, beim Einbau in die Schaltung Schäden an Halbleitern oder weiteren Bauelementen verursacht werden.
Hochspannungs- und Leistungskondensatoren werden kurzgeschlossen transportiert und gehandhabt; hier sind die Nachlade-Spannungen unter Umständen lebensgefährlich.
Der Reststromverlauf unter anderem von Elektrolytkondensatoren zeigt ein Zeitverhalten, nach dem der Strom zunächst größer als der eigentliche Langzeitwert des Reststromes ist.
Dielektrische Absorption tritt auch bei der Isolationsprüfung von Transformatoren, Kabeln und elektrischen Maschinen in Erscheinung und indiziert je nach Verlauf eine eher gute oder eine eher schlechte Prognose: sinkt der gemessene Isolationswiderstand oder es stellt sich schnell ein geringer Wert ein, ist eher mit einem Ausfall zu rechnen. Steigt er jedoch von anfangs schlechten Werten an, gilt dies als normal und nicht besorgniserregend.
Die Abnahme eines anfangs sehr hohen Reststromes kann bei Aluminium-Elektrolytkondensatoren auch auf dem Effekt des Nachformierens beruhen und hat dann chemische Ursachen.